# Osmaston, Derby
Osmaston är en stadsdel i Derby, i distriktet Derby, i grevskapet Derbyshire, i England. Osmaston var en civil parish fram till 1902 när blev den en del av Sinfin Moor. Civil parish hade 2 453 invånare år 1901. Byn nämndes i Domedagsboken (Domesday Book) år 1086, och kallades då Osmundestune.